# 三重スリーアローズ
三重スリーアローズ（みえスリーアローズ、Mie Three Arrows）は、2009年から2011年まで存在していたプロ野球独立リーグのチーム。三重県を本拠地としていた。略称は三重TA。2010年はジャパン・フューチャーベースボールリーグ（JFBL）、2011年は四国アイランドリーグplusに所属していた。

## 概要
球団名は三重県の「三」に由来する「スリー」に、三重県の形に由来する「アロー」（関西方面に向かって矢を放つように見えるという理由）を組み合わせたもので、「『地域の活性化』『青少年の健全育成』『優勝』の3つの目標に向かって、矢のように一直線に進む」との含意もあったという。
運営母体は三重ベースボールサポート。本拠地は津球場公園内野球場。このほか、伊勢市倉田山公園野球場・四日市市営霞ヶ浦第一野球場で試合を開催した（霞ヶ浦第一野球場は2010年のみ）。

## 成績

### シーズン
- 金地は優勝。

| 年度 | 期 | 監督             | 順位 | 試合 | 勝利 | 敗戦 | 引分 | 勝率 | ゲーム差 |
| ---- | -- | ---------------- | ---- | ---- | ---- | ---- | ---- | ---- | -------- |
| 2010 | -  | 松岡弘→ 藤波行雄 | 1    | 54   | 22   | 27   | 5    | .449 | -        |

| 年度 | 期 | 監督             | 順位 | 試合 | 勝利 | 敗戦 | 引分 | 勝率 | ゲーム差 | 打率 | 防御率 | 本塁打 |
| ---- | -- | ---------------- | ---- | ---- | ---- | ---- | ---- | ---- | -------- | ---- | ------ | ------ |
| 2011 | 前 | 長冨浩志→ 古屋剛 | 5    | 32   | 8    | 22   | 2    | .267 | 14.0     | .237 | 5.13   | 30     |
| 2011 | 後 | 古屋剛           | 5    | 32   | 9    | 19   | 4    | .321 | 10.0     | .237 | 5.13   | 30     |

### 定期交流戦・ソフトバンク杯（IL）
- 2011年 - 3位（1勝6敗1分）

福岡ソフトバンクホークス3軍との定期交流戦であり、ソフトバンク3軍戦のみで最も高い勝率をあげたチームが優勝となる。

## 歴史
関西独立リーグへの加盟と脱退
2008年に設立構想を発表し、2009年より本格的に活動を開始する。代表は壁矢慶一郎。発足当初は関西独立リーグに加盟し、2010年度からリーグ戦に参入する予定であったが、2009年10月に脱退を決定。
ジャパン・フューチャーベースボールリーグの結成と休止
独自の独立リーグを結成する。10月13日に新リーグの名称を「ジャパン・フューチャーリーグ」と発表。同年12月1日に「ジャパン・フューチャーベースボールリーグ」に改称した。リーグ代表には三重の代表と兼務で壁矢が就任。
2010年4月3日に初の公式戦、JFBL開幕戦で大阪ゴールドビリケーンズと対戦し、記念すべき初勝利をあげる。9月22日にJFBL優勝を果たす。
2010年9月17日、壁矢代表が、大阪ゴールドビリケーンズの経営難を理由に、JFBLの運営を今シーズン限りで休止し、来シーズンより四国・九州アイランドリーグ（現・四国アイランドリーグplus）に参入する意向を表明。
四国アイランドリーグplusへの加盟
2010年9月22日、正式にアイランドリーグへの加盟の申し入れを行う。29日のアイランドリーグ理事会で三重から説明がなされたが、当初、結論が出る予定だった10月13日の理事会では「確認すべき必要な事項に不備があった」として加盟の合意には至らず、再度確認の上で11月4日に加入が認められた。加盟決定後、長崎セインツで監督とコーチを務めていた長冨浩志と古屋剛がそれぞれ監督とコーチに就任した。
2011年は、四国アイランドリーグplus（三重の加盟決定後にリーグ名称を変更）で公式戦をおこなう。前期は開幕から11連敗して4月の最後に初勝利を挙げたが、続く5月も1引き分けの後7連敗し、5月最終戦でようやく2勝目を記録する。この間、成績不振の責任を取り5月17日付で長冨監督が辞任し、古屋コーチが監督代行に就任した。また5月下旬に元読売ジャイアンツの野口茂樹が入団している。6月には引き分けを挟んで4連勝を記録したものの、前期は他チームに大きく引き離される5位（最下位）に終わる。後期も開幕から6連敗を記録。7月15日付で、香川オリーブガイナーズに所属していた前川勝彦が移籍入団した。その後は高知ファイティングドッグスと4位を争う形となるも、前期と同じく5位に終わる。前期途中で古屋コーチが監督代行に就任したため、コーチは前原博之のみとなったが、8月末で退団し、以後コーチ不在で公式戦をおこなった。
リーグ脱退から解散へ
2011年の公式戦終了後の9月24日に、2012年度はアイランドリーグの公式戦に参加せず、リーグを脱退することが発表された。報道によると、リーグ加盟金など（4000万円）の解釈や前原コーチ退任後のコーチ不在がリーグ規約に抵触する点で対立し、9月20日のリーグ理事会で2012年の参加断念を表明したという。壁矢代表はリーグ加盟金・年会費・参加保証金を三重のみが支払うことに納得がいかなかったとしているが、リーグの鍵山誠CEOはこれらの金額はリーグ規約に基づくもので「規約には壁矢さんもサインしている。気に入らないから守らないというのがまかり通ると、リーグとして成り立たない」と述べている。なお、四国4球団は発足時から参加しているためこれらの負担はない。
今後について、脱退発表当時壁矢代表は10月下旬には結論を出すと表明していたが、存続については「現状は厳しい」とも述べていた。10月1日、アイランドリーグ事務局は、三重を退団する選手に対する救済ドラフトを非公開で10月19日に実施すると発表、19日のドラフトの結果4名の選手（四国各球団より1名ずつ。うち1名は練習生）が指名を受けた。10月14日、加盟申請をおこなっていた関西独立リーグから、過去に脱退したことを踏まえて加盟を拒絶されたことが報じられた。
10月24日に選手5人の今季限りでの任意引退、25日に19人（ほかに練習生1人）の今季限りでの退団（自由契約）をブログで発表した。これにより、保留となっている1人を除いて選手は事実上チームを離れることとなった。この発表はアイランドリーグのニュースリリースには掲載されなかった。また、アイランドリーグが選抜チームを編成して参加しているみやざきフェニックス・リーグには三重の選手は選ばれなかった。三重県内で独自のリーグを立ち上げることも検討したがスポンサーが見つからず、11月10日に解散が正式発表された。

### 年表

#### 2009年まで
- 2008年12月10日 - 「三重球団」の発足と2010年からの関西独立リーグ参加を正式に表明する。
- 2009年1月1日 - チーム名が「三重スリーアローズ」に決定。
- 2009年4月16日 - ロゴとシンボルマークを正式決定。
- 2009年5月 - アドバイザーツーオーナーの谷沢健一ほか、監督・コーチ等のスタッフを発表。関西独立リーグの運営会社「ステラ」の撤退に伴い、運営が固まるまでスポンサー誘致の当面自粛を表明。
- 2009年8月10日 - 壁矢慶一郎球団社長が関西独立リーグの運営会社社長に就任、同時にリーグ運営会社名を「株式会社関西・東海リーグ」に変更。
- 2009年10月 - 関西独立リーグへの参加を撤回し、壁矢はリーグ運営会社の社長を辞任する。代わりに11月7日に株式会社ベースボールフューチャーを設立し、新たな独立リーグ・「ジャパン・フューチャーリーグ」（JFBL）を結成する。

- 2009年12月11日 - 入団選手記者発表会を開催。

#### 2010年
- 2010年2月28日 - 初の対外試合　VS三重高虎ベースボールクラブ（豊里球場）
- 2010年4月3日 - 2010年度JFBLが開幕。VS大阪ゴールドビリケーンズ（津市営球場）
- 2010年7月30日 - 「体調不良」を理由に松岡弘監督の休養を発表。藤波行雄コーチが監督代行に就任[28]。
- 2010年8月6日 - 休養していた松岡弘監督の退団を発表。監督は置かず、藤波監督代行が引き続き指揮を執る[29]。
- 2010年9月17日 - JFBLより撤退し、2011年度よりの四国・九州アイランドリーグ（IL）への加入を申請すると表明。
- 2010年9月22日 - 住之江公園野球場での対大阪戦に引き分けてリーグ優勝が決定[30]。同日、四国・九州IL側に正式に加入申請を行う。
- 2010年11月4日 - 高松市で行われた四国・九州IL理事会で加入が承認される。
- 2010年11月8日 - 監督に長冨浩志、コーチに古屋剛の就任が決定[9]。前原博之コーチは留任[9]。

#### 2011年
- 2011年5月17日 - 成績不振のため、監督の長冨浩志が辞任し、コーチの古屋剛が監督代行に就任した[31][12]。
- 2011年6月30日 - 前期日程終了。8勝22敗2分の勝率.267（5位）。
- 2011年7月1日 - 古屋剛が正式に監督に就任[32]。
- 2011年8月31日 - 前原コーチが「一身上の都合」で退団。解散までコーチは空席となった。
- 2011年9月23日 - 2011年の後期日程終了。9勝19敗4分の勝率.321で前期に続いて最下位（5位）であった。年間を通じた個人タイトルの獲得者はなかった。
- 2011年9月24日 - 2012年度のアイランドリーグ公式戦への不参加表明とリーグからの脱退がリーグ事務局より発表される。
- 2011年11月10日 - チームの解散が正式に発表された。

## マスコット
2010年6月16日に発表された。その翌日、フジテレビの番組『森田一義アワー 笑っていいとも!』の「徳井青年協力隊」コーナーにて名前を決めることになり、球団代表は出された候補の中から当時レギュラーだった森三中の大島美幸が考案した「松坂エビ太郎」を選んだ。しかし、ファンや選手からは不評だったため、いったん白紙に戻し、改めて公募することになった。7月28日に、応募3330通中最多の275通を集めた「みつやくん」に決定した。

## スタッフ・選手
現場スタッフ以外に「アドバイザーツーオーナー」として谷沢健一が任命されていた。
広報を務めていた松井かれんは、2011年、鈴鹿サーキットクイーン33期生に選出し、2年間活動。2020年現在はNHK津放送局の契約アナウンサーを務めている。